# تصميم الدوائر الكهربائية

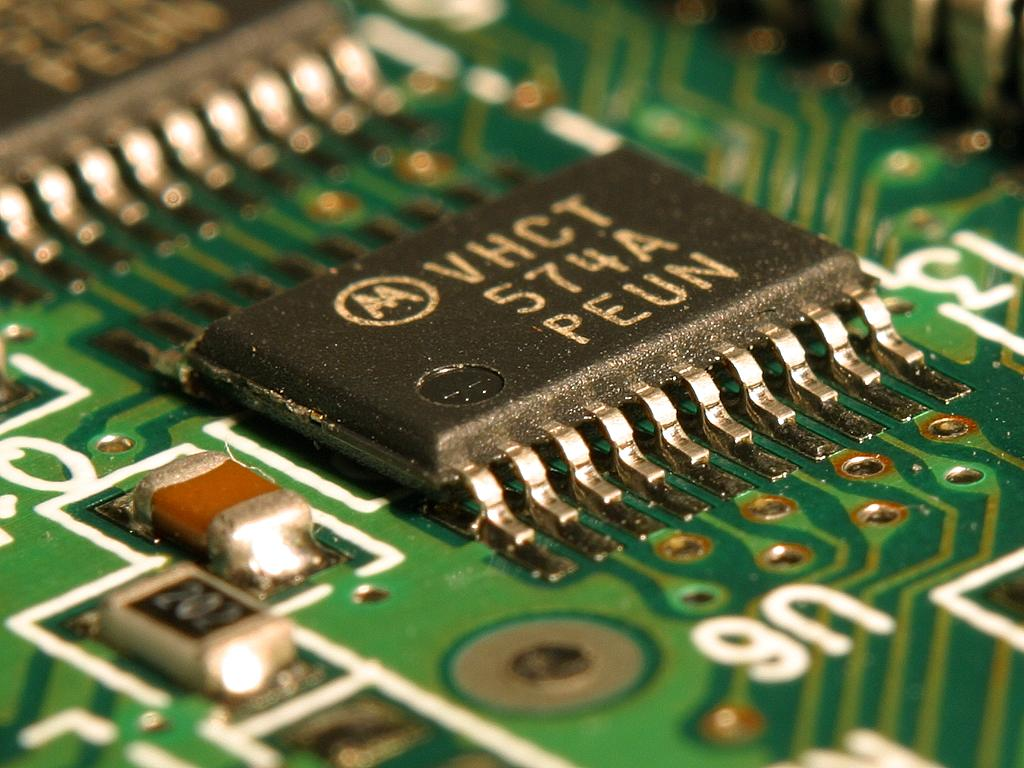

عملية تصميم الدوائر الكهربائية تغطي تصميم أنظمة إلكترونية معقدة إلى تصميم الترانسترات في الدوائر المتكاملة. للدوائر البسيطة عملية التصميم غالبا ما تتم بواسطة شخص واحد الحاجة إلى التخطيط أو هيكلة عملية التصميم، لكن التصاميم المعقدة تحتاج إلى فرق من المصممين ويتبعها طريقة منهجية في عملية محاكات من خلال حواسيب ذكية، هذه الطريقة بدات تصبح شائعة.
في الدوائر المتكاملة المصطلح تصميم الدائرة يشير إلى خطوة رسم الخريطة لالدائرة المتكاملة عادة يكون بين التصميم المنطقي (logic design) والتصميم الفيزياوي.
تصميم الدوائر المعتاد عادة يتضمن هذه المراحل
- كتابة الخصائص المطلوبة من الدائرة بعد الاطلاع على رغبة الزبون
- كتابة الاقتراحات التقنية التي تحقق طلب الزبون
- الرسم المخطط الكهربائي على الورق الذي يتكون من عناصر كهربائية أو إلكترونية أو كلاهما
- حساب قيم المكونات المتطلبة لتحقيق التصميم
- إجراء عملية محاكات على التصميم في الحواسيب لرؤية مدى فعالية التصميم
- بناء نموذج أولي واجراء الاختبارات لرؤية مدى فعالية الجهاز
- القيام بتعديلات على المكونات واستبدالها بأخرى مكافئة لها لكن ارخص منها سعراً
- اختيار طريقة البناء بالإضافة إلى نوعية المواد المستعملة
- تقديم المخطاطات إلى المختصين بالإنتاج الكمي لابداء ارائهم عليها
- عمل اختبارات على عدة نماذج لضمان وصول المنتج باحسن صورة إلى المستخدم
- الموافقة على التصميم النهائي للبدء بعملية الإنتاج الكمي